# Oberwörresbach
Oberwörresbach là một đô thị thuộc huyện Birkenfeld, trong bang Rheinland-Pfalz, phía tây nước Đức. Đô thị Oberwörresbach có diện tích 1,4 km², dân số thời điểm ngày 31 tháng 12 năm 2006 là 156 người.